# 249
Криза Римської імперії у 3 столітті. Почалася чума Кипріяна. Зміна імператора. У Китаї триває період трьох держав, найбільшою державою на території Індії є Кушанська імперія, у Персії править династія Сассанідів.
На території лісостепової України Черняхівська культура. У Північному Причорномор'ї готи й сармати.

## Події
- У римській провінції Сирія війська проголосили імператором Йотапіана. Того ж року він був убитий солдатами.
- Восени Рим захопив Децій Траян, якого повсталі війська в Мезії проголосили імператором.
- Імператор Децій жорстоко переслідує християн, які відмовилися вшановувати імператора як бога.

## Померли
- Філіпп Араб, римський імператор.
- Ван Бі, китайський філософ.